# Júda Löw ben Becalél

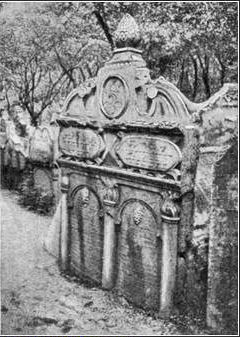
Sírja a régi zsidó temetőben

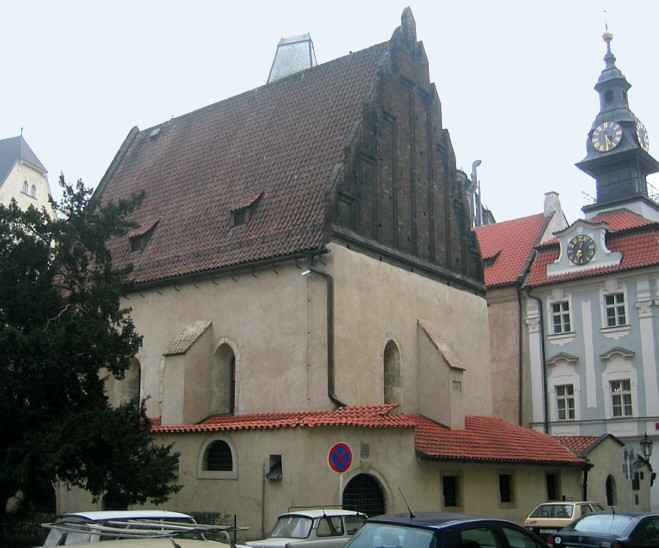
A Régi-új zsinagóga

Judah Löw ben Bezalel vagy Jehuda Liva ben Becalel (Poznań, 1512 – Prága, 1609. szeptember 17.) legendás prágai rabbi, más néven a prágai Maharal, II. Rudolf császár korában élt. Az akkori Európa egyik kiemelkedő alakja, író, gondolkodó, a prágai zsidóváros polgármestere.
Poznańban született és vált messze földön ismert gondolkodóvá. Az itt szerzett hírneve alapján hívta Prágába Mordecháj Maisel, hogy vezesse az általa a Tóra tanulmányozására alapított három tanházat.
Prágában Szoros kapcsolatot tartott Tycho Braheval, II. Rudolf asztrológusával olyannyira, hogy Brahe a királynak is bemutatta. Rudolf hosszú kihallgatáson fogadta a rabbit, aki ezután – abban az időben páratlan módon – bejáratos lett udvarába (Idegenvezető). Kortársa volt Jeszenszky János (Tycho barátja) és Keplert (Tycho utóda) is.
A Biblia, a Talmud, a kabbala, az óhéber nyelv, a csillagászat, a matematika, a mechanika és a fizika tudományában egyaránt rendkívül jártas volt.
Számos legendás, csodás történet is maradt fenn róla. A legismertebb a Gólem históriája, amit regényben, balettben, filmen és más művészetekben is sokszor feldolgoztak.
A Régi-új zsinagógában tanított és ott vezette istentiszteleteit. A legenda szerint az összetört Gólem darabjait a zsinagóga padlásán gyűjtötték össze.
Egyik leszármazottja, Lőw Lipót aki az 1848/49-es szabadságharcban tábori rabbiként szolgált, majd 1850 decemberétől haláláig ő volt a szegedi rabbi. Másik híres leszármazottja Kármán Tódor repüléstudós.